# Dehdadi (distrikt)
Dehdadi, eller Dihdadi, är ett distrikt i Afghanistan. Det ligger i provinsen Balkh, i den norra delen av landet, 290 kilometer nordväst om huvudstaden Kabul. Administrativ huvudort är Dehdadi.
Distriktet beräknades år 2022 ha cirka 79 000 invånare.